# Presbyopie
Als Presbyopie (von altgriechisch πρέσβυς présbys „alt“ sowie ὤψ ōps „Auge“), auch Alterssichtigkeit beziehungsweise Altersweitsichtigkeit genannt, bezeichnet man den fortschreitenden altersbedingten Verlust der Nahanpassungsfähigkeit des Auges (Akkommodation). Ein scharfes Sehen in der Nähe ist deshalb ohne geeignete Korrektur nicht mehr möglich. 
Über den Krankheitswert der Presbyopie ist man sich uneins. Während der BVA (Berufsverband der Augenärzte Deutschlands) anführt, dass es sich hierbei nicht um eine Krankheit, sondern die Folge einer physiologischen Alterung der Augenlinse handelt, wird die Altersweitsichtigkeit im ICD (International Statistical Classification of Diseases) unter der Rubrik „Krankheiten des Auges und der Augenanhangsgebilde“ geführt.

## Ursache
Durch Sklerosierung und Elastizitätsverlust des Linsenkerns nimmt die Akkommodationsbreite (auch: Akkommodationsamplitude) stetig ab. Der Nahpunkt, also die geringste Entfernung, in der Objekte gerade noch scharf erkannt werden können, rückt hierbei immer weiter in die Ferne. Dieser Prozess beginnt zwar bereits im Jugendalter, wird zu diesem Zeitpunkt jedoch in der Regel nicht bemerkt.

## Veränderung des Nahpunktes und der Akkommodationsbreite

Akkommodationsbreite nach Duane (1922). Sie zeigt, dass sich die Fähigkeit des menschlichen Auges zur Akkommodation vom 8. bis zum 50. Lebensjahr kontinuierlich von durchschnittlich 14 bis auf 2 und dann auf 1 Dioptrie verringert.

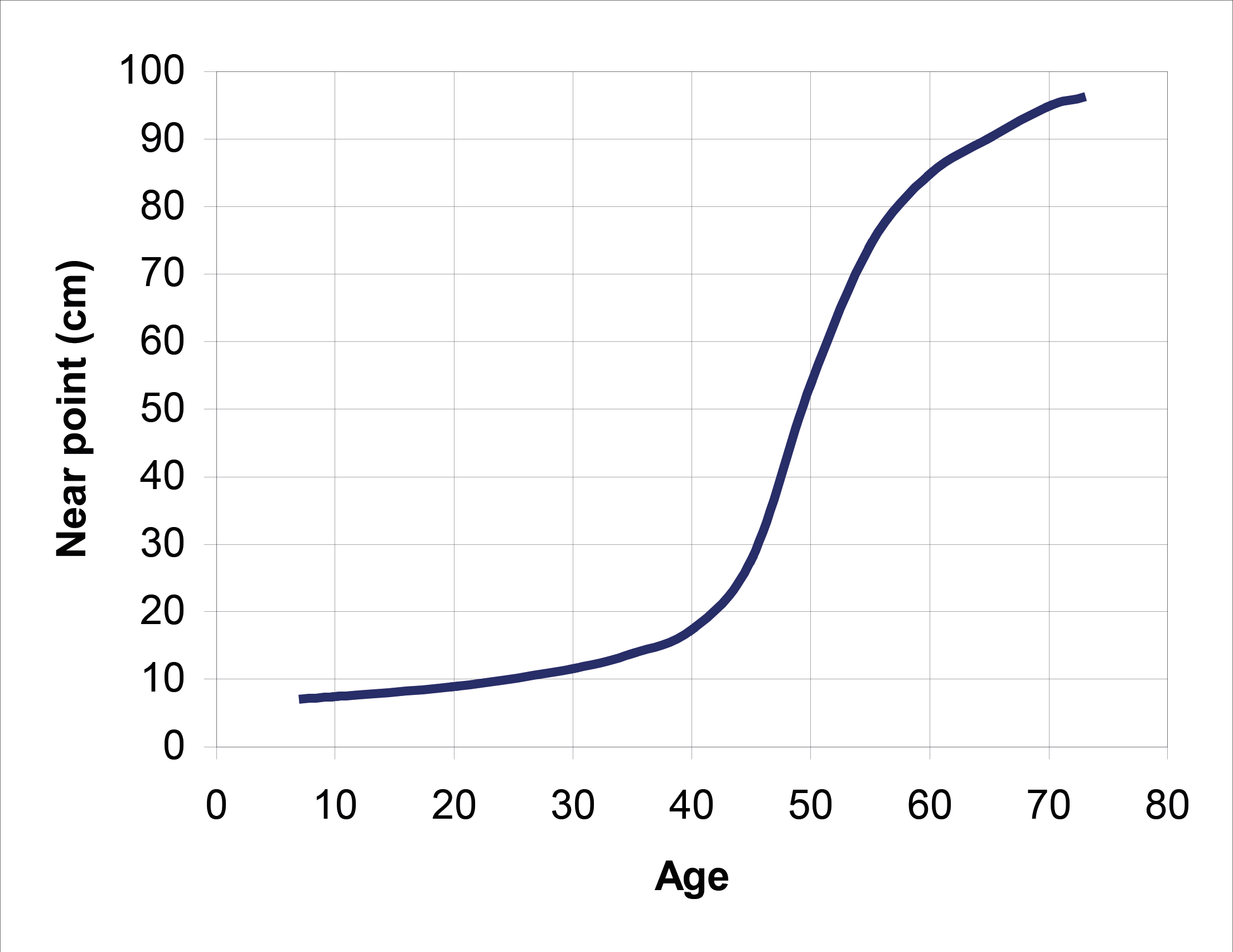
Nahpunkt, aus Duane's (1922) Kurve berechnet

Verfügt beispielsweise ein 10-Jähriger über eine Akkommodationsbreite von etwa 15 Dioptrien (dpt), so ist diese bei einem 20-Jährigen bereits auf ca. 10 dpt zurückgegangen, bei einem 30-Jährigen auf rund 7 dpt. Mit 40 Jahren liegt die durchschnittliche Akkommodationsbreite bei 4,5 dpt, der Nahpunkt eines Normalsichtigen rückt also auf etwa 22 cm vom Auge fort. Hier beginnen in der Regel die ersten subjektiven Beschwerden, die sich darin äußern, dass man Zeitungen und Bücher immer weiter von den Augen entfernt halten muss, um noch etwas scharf zu sehen. Die Schwankungsbreite beträgt im Kindesalter etwa ±2,0 dpt, wobei dieser Wert mit zunehmendem Alter auf etwa ±1 dpt abnimmt.
Mittlere Akkommodationsbreite und Nahpunkt bestehen in Abhängigkeit vom Lebensalter (nach Augustin, 2007). Nach Duane sind die Werte der Akkommodationsbreite höher und die Nahpunkte liegen näher.
| Alter (Jahre) | Akkommodationsbreite (dpt) | Nahpunkt (cm) |
| ------------- | -------------------------- | ------------- |
| 10            | 13,5                       | 7,5           |
| 20            | 10,0                       | 10,0          |
| 30            | 7,5                        | 13,5          |
| 40            | 4,5                        | 22,0          |
| 45            | 3,5                        | 28,5          |
| 50            | 2,5                        | 40,0          |
| 55            | 1,5                        | 66,5          |
| 60            | 1,0                        | 100,0         |
| 65            | 0,5                        | 200,0         |
| 70            | 0,25                       | 400,0         |

## Möglichkeiten zur Korrektur
Da der normale Leseabstand etwa bei 40 cm liegt, sind mit ca. 45 Jahren die ersten optischen Hilfsmittel, in der Regel eine Brille, notwendig, die die schwächer werdende Naheinstellungsfähigkeit in dem individuellen Umfang ausgleichen. Die Presbyopie beeinflusst einen bereits zuvor bestehenden Brechungsfehler (zum Beispiel Kurzsichtigkeit oder Weitsichtigkeit) nicht, sondern bedarf immer einer zusätzlichen Korrektur für die Nähe (Nahaddition). Im Allgemeinen wird die schwächste Korrektur gewählt, die ein angenehmes Nahsehen ermöglicht. So wird die verbliebene Akkommodationsfähigkeit der Linse genutzt und der Fernpunkt im größtmöglichen Abstand vom Auge gehalten. Entsprechend dem Fortschreiten der Alterssichtigkeit etwa bis zum 70. Lebensjahr muss die Glasstärke für die Nähe immer weiter erhöht werden.
Als Richtwerte für einen Nahzusatz in Abhängigkeit vom Lebensalter können gelten:
| Alter (Jahre) | Nahaddition (dpt) |
| ------------- | ----------------- |
| 40–45         | 0,75 bis 1,00     |
| ab 50         | 1,50 bis 2,00     |
| ab 55         | 2,25              |
| ab 60         | 2,25 bis 2,50     |

Additionen über 2,50 dpt sind Sonderfälle z. B. durch kurze Armlängen oder Lese-/Arbeitsabstände, die den Durchschnitt bei Naharbeiten von ca. 40 cm unterschreiten.
Die Stärke einer Nahkorrektur, die individuell sehr unterschiedlich sein kann, richtet sich jedoch immer auch nach der jeweiligen Distanz, in der überwiegend Tätigkeiten ausgeübt werden sollen. Die folgenden Zahlen sind lediglich durchschnittliche Orientierungswerte. Sie gelten für Personen mit voll ausgebildeter Presbyopie.
- Für Zeitungslesen (≈ 50 cm) im Sitzen genügt im Allgemeinen eine Addition von +2,0 dpt.
- Beim Lesen im Liegen (≈ 30–40 cm) wird das Schriftstück meist näher an die Augen herangehalten (Nahaddition: +2,5 dpt bis +3,0 dpt).
- Bei handwerklichen Arbeiten (≈ 45–60 cm) z. B. für Tischler, Fliesenleger usw. ist eine eher schwache Nahaddition (+1,5 dpt bis +2,25 dpt) empfehlenswert.
- Bei Bildschirmtätigkeiten (≈ 60–80 cm) ist der Abstand zum Monitor in der Regel relativ groß (Nahaddition: +1,0 dpt bis +1,5 dpt).
- Bei Menschen mit herabgesetzter Sehschärfe kann eine überstarke Nahaddition von +3,5 dpt bis +5,0 dpt sinnvoll sein, die die Funktion einer vergrößernden Sehhilfe übernimmt.

### Brillenkorrekturen
- Lesebrillen mit Einstärkengläsern bieten ein großes Gesichtsfeld im Nahbereich. Sie sind geeignet für Menschen, die überwiegend im Nahbereich arbeiten und während dieser Tätigkeiten auf eine klare Fernsicht verzichten können.
- Eine sogenannte Halbbrille kann insofern vorteilhaft sein, als man für die Fernsicht über den oberen Brillenrand blicken kann. Dieser Brillentyp eignet sich für Personen, die zwar keine Fernkorrektur in Anspruch nehmen müssen, jedoch auch in der Nähe eine gute Sehschärfe benötigen.
- Eine Bifokalbrille hat einen großen Fernteil und im unteren Glasbereich einen Nahteil ohne Übergangszone, mit Trennkante. Größe und Position des Nahteils können individuell variiert werden. Wenn sich die Blicklinie des Auges über die Trennlinie in den Nahteil bewegt, tritt ein gewöhnungsbedürftiger Bildsprung auf. Außerdem ist bei Blick auf den Boden (zum Beispiel beim Treppensteigen) eine Kopfsenkung erforderlich, da sonst der Blick durch den Nahteil fällt und somit unscharf gesehen wird.
- Trifokalbrillen werden verwendet, wenn eine intermediäre Zone zum Scharfsehen in mittlerem Sehabstand erforderlich ist. Das intermediäre Segment hat in der Regel gegenüber der Fernkorrektur eine Addition von 50 % der Nahaddition.
- Gleitsichtbrillen haben Gläser, bei denen ab Pupillenmitte bis zum benötigten Lesebereich (variabel) eine graduelle Zunahme der Brechkraft ohne Trennlinie erfolgt.

### Glasstärkenberechnung
Aus der Linsengleichung kann man die erforderliche Brillenstärke abschätzen, sofern die Akkommodationsbreite bekannt ist.
Sie ergibt sich als der Kehrwert der Entfernung (in Metern), in der mit aufgesetzter, korrekter Fernbrille aus der Ferne kommend gerade noch scharf gesehen wird.
Mit
- ARest: = Restakkommodation bzw. der Kehrwert der Gegenstandsweite 1/g;
- RBrille: = Stärke der Nahbrille

ergibt sich
ARest + RBrille = 1/fmin − 1/b
oder
(3) RBrille  = 1/fmin − 1/b − ARest
| Beispiel: Berechnung einer Nahbrille Ist man weitsichtig mit einem Fernbrillenwert von +0,75 dpt (b = −1/0,75 dpt = −1,33 m) und möchte z. B. eine Nadel im Abstand von fmin = 0,25 m einfädeln, sieht aber mit der Fernbrille erst im Abstand von 1 m scharf (entsprechend ARest = 1 dpt), so muss die Stärke der Nähbrille mindestens (1/0,25 m + 0,75 dpt − 1 dpt =) +3,75 dpt betragen. Liest man z. B. in 0,33 m Buchabstand, genügen für die Lesebrille in diesem Fall +2,75 dpt. Trägt man keine Fernbrille, so setzt man 1/b = 0. Daumenformel Für Überschlagsrechnungen lässt sich Gleichung 3 vereinfachen: Man bildet den Kehrwert der Entfernung in Meter, in der man ohne Brille aus der Ferne kommend gerade noch scharf sehen kann. Wenn man diese Zahl von 3 dpt abzieht (denn: 3 dpt = 1/0,33 m), erhält man die Brillenstärke, die mindestens erforderlich ist, um in 0,33 m Abstand ein Buch lesen zu können. |

### Sonstige Korrekturmöglichkeiten

#### Pseudoakkommodative Verfahren
Es existieren neben den Brillen verschiedene andere Verfahren zum kosmetisch unauffälligen Ausgleich der Presbyopie, die allesamt auf Pseudoakkommodationsverfahren basieren:
- Monovision: Ein Auge wird durch eine Kontaktlinse auf die Nähe abgestimmt
- Multifokale Kontaktlinsen
- Multifokale Intraokularlinsen
- Multifokale Laserbehandlungen (z. B. presbyLASIK oder Supracor)

Allerdings variiert der Erfolg bei der presbyLASIK Behandlung und sie kann auch zu geringerer Sehschärfe führen.

#### Akkommodative Verfahren
Seit 2000 werden auch Kunstlinsen implantiert, die durch minimale axiale Bewegung im Kapselsack eine Optik-Shift-Akkommodation (analog der Schachar-Theorie) erbringen. Die Ergebnisse haben allerdings eine hohe Streubreite aufgrund zu vieler noch nicht bekannter Einflussfaktoren. Das Sehen wird bei solchen „akkommodativen“ Intraokularlinsen nicht schlechter als mit klassischen Kunstlinsen, allerdings ist eine sichere Prognose hinsichtlich der zu erzielenden Lesefähigkeit noch nicht zu treffen.
In den USA wurde ein Hornhautimplantat entwickelt (KAMRA-Implantat), das basierend auf dem Prinzip der stenopäischen Lücke eine Korrektur für alterssichtige Menschen darstellen soll. Derzeit (Stand 2016) sind noch zwei weitere monokular einzusetzende Hornhautimplantate zur Presbyopie-Korrektur in Europa zugelassen und werden von einzelnen Augenkliniken in Deutschland angeboten. Das Raindrop-Inlay bewirkt als winziges implantiertes Hydrogel-„Kissen“ eine leichte Vorwölbung und damit lokale Brechkrafterhöhung der Hornhaut mit dem Effekt einer multifokalen Hornhautoberfläche. Ähnliches erreichen intrakorneal implantierte Bifokallinsen mit einem Ring positiver Brechkraft um die plane Mitte (Presbia FlexiVue Microlens).

## Presbyopie und Brechungsfehler
Die Presbyopie hat keinen Einfluss auf das objektive Ausmaß von axialen Brechungsfehlern wie Kurzsichtigkeit und Weitsichtigkeit. Deshalb ist durch sie auch kein echter funktioneller Ausgleich solcher Ametropien zu erwarten. Gleichwohl kann ein Nachlassen der Akkommodationsfähigkeit das Sehen bei einem axialen Brechungsfehler beeinflussen.

### Presbyopie und Weitsichtigkeit
Die Presbyopie wird im deutschen Sprachgebrauch oft auch als Altersweitsichtigkeit bezeichnet. Dieser Begriff darf jedoch nicht mit der ebenfalls als Weitsichtigkeit bezeichneten Hyperopie verwechselt werden. Letztere stellt eine bestimmte Form eines axialen Brechungsfehlers dar, der mit einer Presbyopie nichts zu tun hat.
Besteht eine unkorrigierte oder unterkorrigierte Hyperopie, die mittels Akkommodation bislang ganz oder teilweise kompensiert werden konnte, so ist mit dem presbyopiebedingten Verlust an Akkommodation auch die zunehmende Notwendigkeit einer entsprechenden Fernkorrektur in Form von Brille oder Kontaktlinse gegeben.

### Presbyopie und Kurzsichtigkeit
Eine Kurzsichtigkeit (Myopie) verändert den Akkommodationsbereich insofern, als sich Nah- und Fernpunkt näher am Auge befinden. Die Myopie kann manchmal dazu führen, dass Presbyope in der Nähe einwandfrei oder zumindest besser sehen können, wenn sie lediglich ihre Fernkorrektur abnehmen. Im Optimalfall ist diese Situation dann gegeben, wenn das rein zahlenmäßige Ausmaß einer Kurzsichtigkeit unbenommen des mathematischen Vorzeichens in etwa dem Wert einer objektiv benötigten Nahkorrektur entspricht. Das Zusammentreffen solcher optischen Verhältnisse ist rein zufällig und bedeutet in keinem Fall, dass es irgendeine gegenseitige Veränderung oder aktive Einflussnahme hinsichtlich der Kurzsichtigkeit auf der einen und der Alterssichtigkeit auf der anderen Seite geben würde. Es ist aber nicht ungewöhnlich, wenn zum Beispiel eine Person mit einer Kurzsichtigkeit von −3,0 dpt und einer voll ausgebildeten Presbyopie zum Lesen in 35–45 Zentimeter Entfernung keinerlei Korrektur benötigt.